# Martinus van Scheltinga (1656-1726)
Martinus Lieuwes van Scheltinga (Buitenpost, 1656 - aldaar, 21 januari 1726) was een Nederlands bestuurder. 

## Biografie
Van Scheltinga was een zoon van Livius van Scheltinga (1632-1670), grietman van Achtkarspelen, en Wisck van Kinnema (1633-1668). Zijn vader was een zoon van Lieuwe van Scheltinga, advocaat aan het Hof van Friesland, en Anna de Blocq. Livius was grietman van Schoterland en afgevaardigde voor de Grote Vergadering. Martinus' moeder was een dochter van Cornelius van Kinnema, advocaat en later raadsheer aan het Hof van Friesland, en Romckjen Fockens. Martinus was lid van de familie Van Scheltinga. Hij werd in Buitenpost gedoopt op 27 juli 1656.
Martinus studeerde vanaf 1675 rechten aan de universiteit van Groningen. Hij promoveerde in 1678 in de rechten aan de universiteit van Franeker met als promotor Ulrik Huber. In 1679 werd Martinus raadsheer aan het Hof van Friesland op de plaats van Willem van Vierssen (1621-1678), man van zijn tante Cunira van Scheltinga. In 1714 werd hij presiderend raad, maar in datzelfde jaar stond hij zijn positie af aan zijn zoon Gajus van Scheltinga.
In 1715 werd Martinus grietman van Aengwirden na het overlijden van zijn schoonzoon Jacobus van Bouricius. Van 1715 tot 1724 was hij tevens Volmacht ten Landsdage namens Aengwirden. In 1721 deed hij afstand van het grietmanschap ten gunste van zijn kleinzoon Martinus van Bouricius. Daar zijn kleinzoon nog minderjarig was, bleef Martinus de grietenij als substituut-grietman besturen tot zijn eigen overlijden in 1726.
Andere ambten die Van Scheltinga bekleedde, waren: gecommitteerde van de Admiraliteit van Friesland, lid van Gedeputeerde Staten van Friesland en gecommitteerde van de Provinciale Rekenkamer van Friesland.
In Buitenpost bewoonde de familie Van Scheltinga de Scheltingastate, waarover verder weinig bekend is.

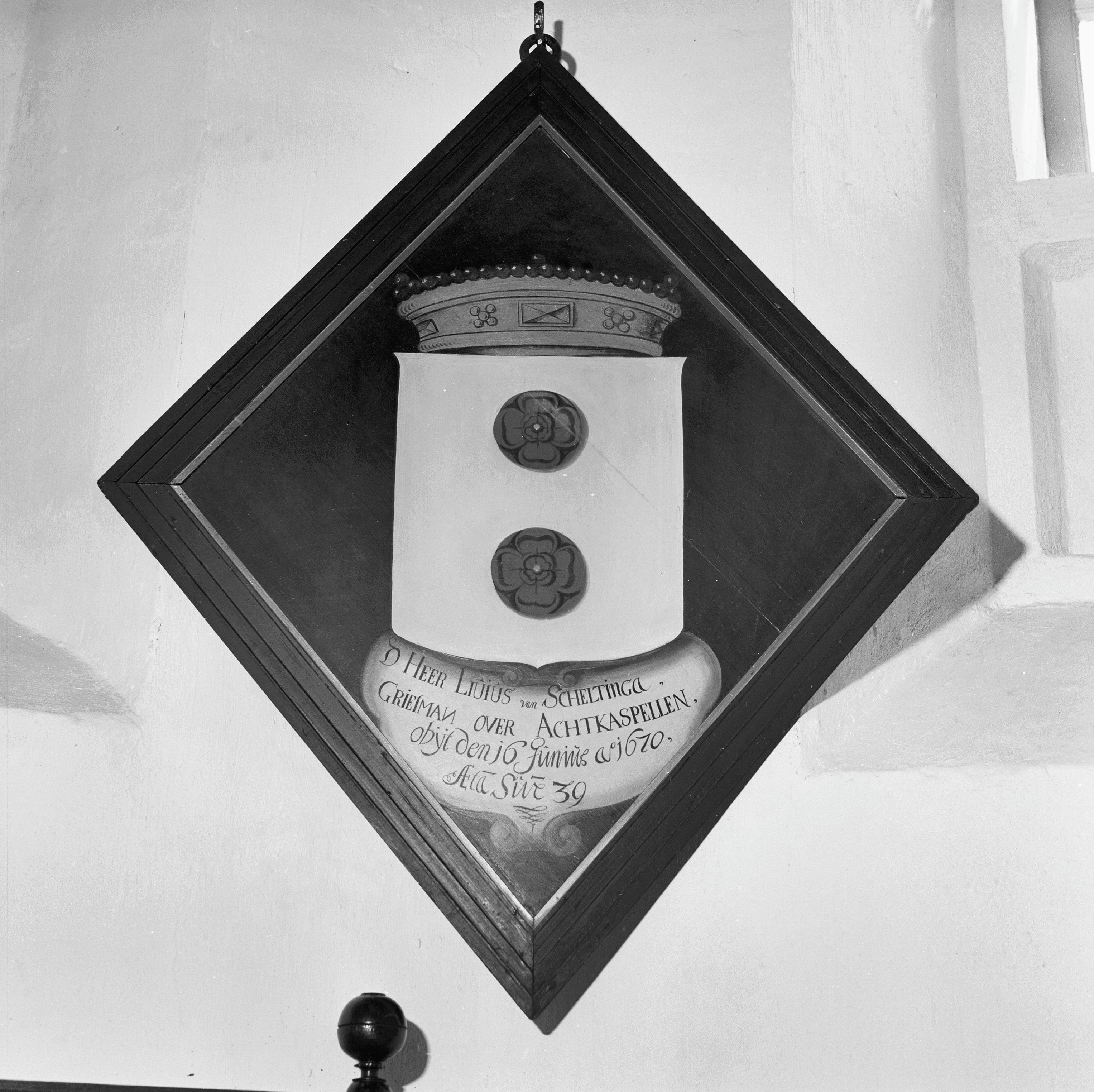
Rouwbord voor Martinus' vader Livius van Scheltinga uit 1670 in de kerk van Buitenpost.
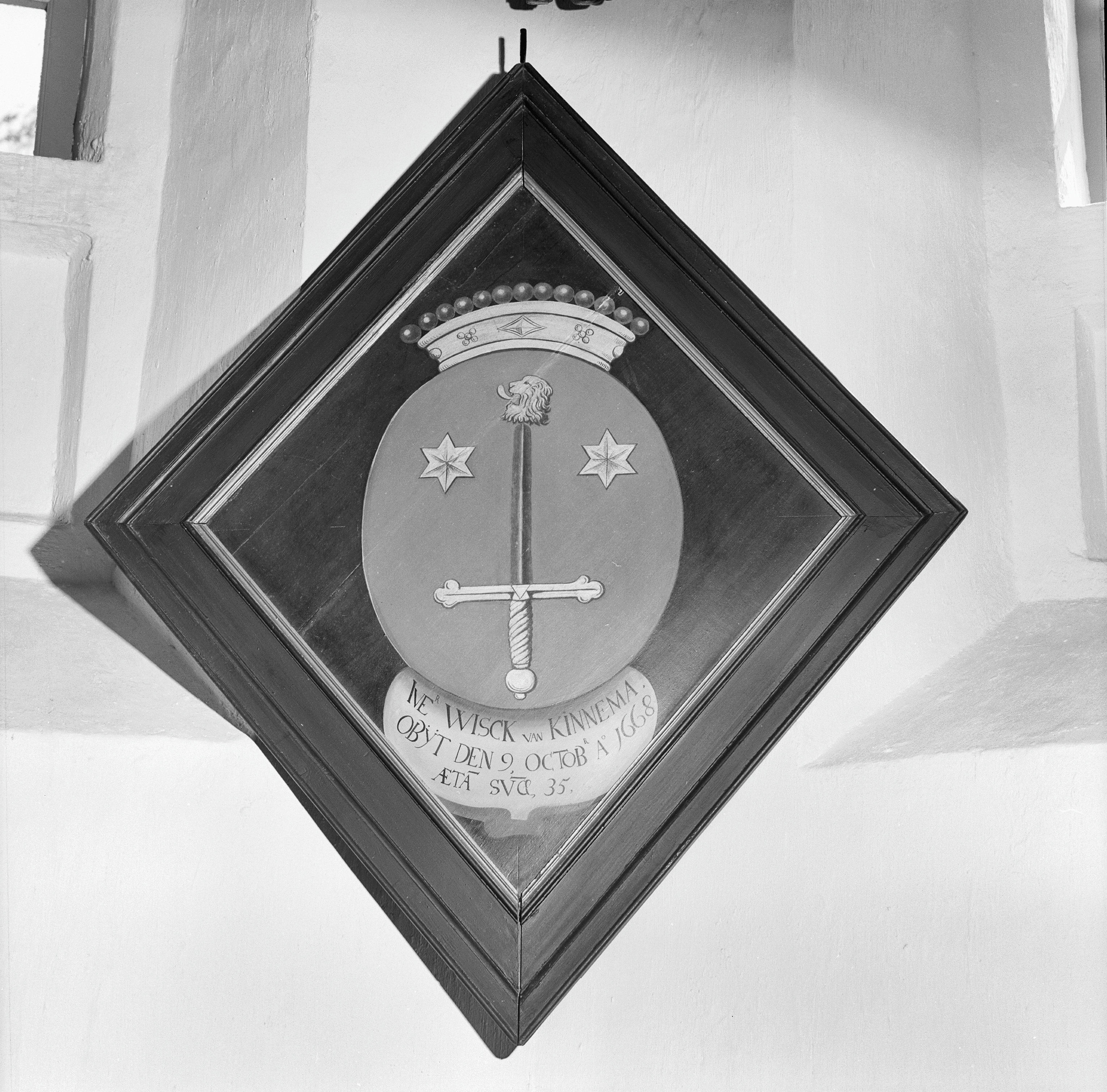
Rouwbord voor Martinus' moeder Wisck van Kinnema uit 1668 in de kerk van Buitenpost.

## Huwelijk en kinderen
Martinus trouwde in 1680 te Kollum met Jetske Wisckia Broersma (1662-1694), dochter van Gajus Botnia van Broersma, secretaris van Kollumerland en Nieuwkruisland, en Taetske Sybrants de Schepper, dochter van Sybrant de Schepper en Feykjen Jochums. Het echtpaar kreeg de volgende kinderen: 
1. Livius van Scheltinga (1681-1682), jong overleden.
2. Gajus van Scheltinga (1682-1730), werd grietman van Kollumerland en Nieuwkruisland.
3. Livius van Scheltinga (1684-1685), jong overleden.
4. Wisckje van Scheltinga (1686-1748), trouwde met Jacobus van Bouricius, grietman van Aengwirden.
5. Taetske van Scheltinga (1687-1730).
6. Anna van Scheltinga (1689-1690), jong overleden.
7. Romckje van Scheltinga (1690-1739), trouwde met Gellius Dominicus Acronius, monstercommissaris van Friesland. Van hun zoon Martinus Acronius hangt een rouwkas in de kerk van Buitenpost inclusief een deel van zijn wapenrusting.
8. Livius van Scheltinga (1691-1692), jong overleden.
9. Christina van Scheltinga (1693-1763), trouwde met kolonel Willem van Vierssen (1680-1752).

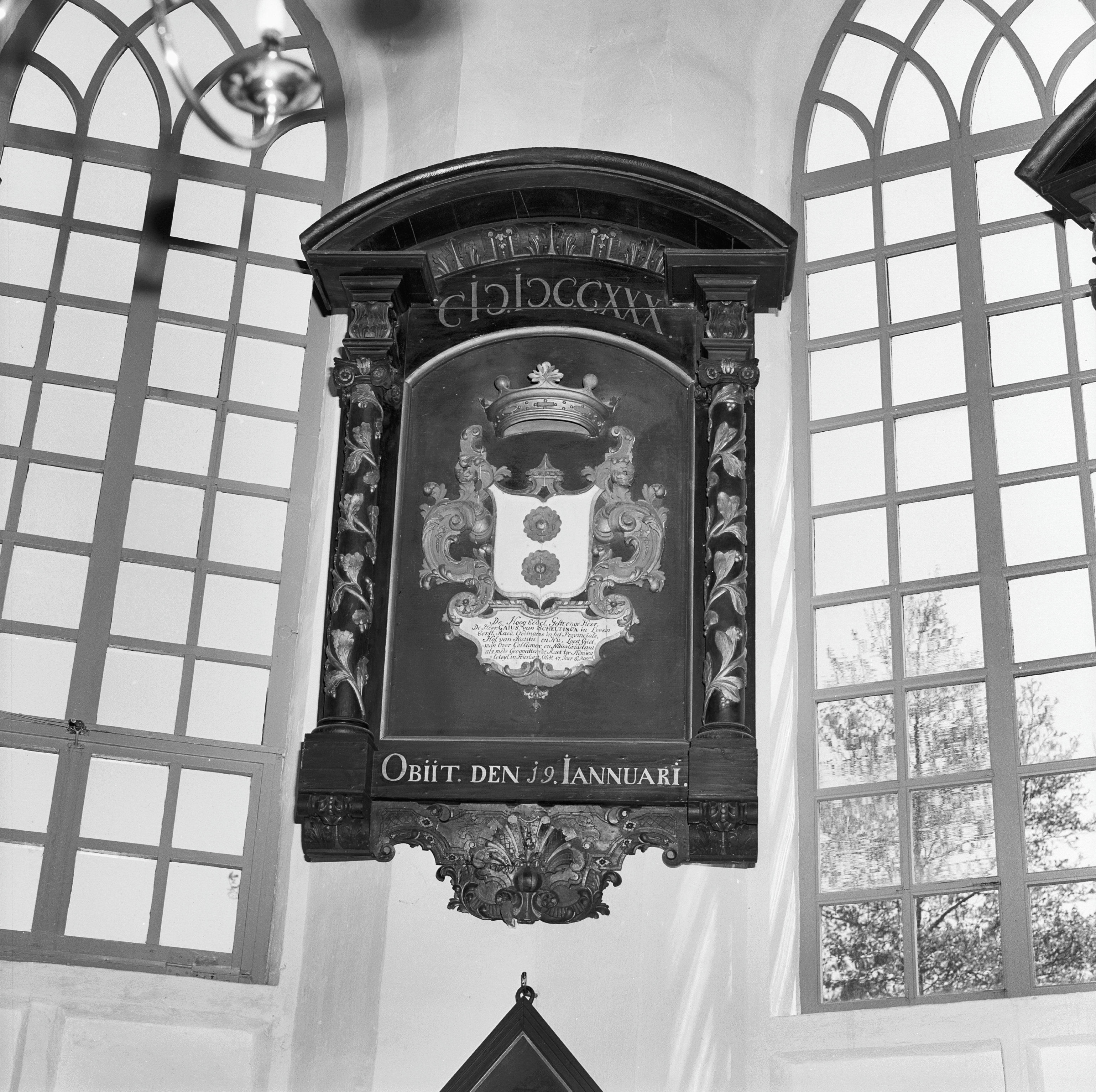
Rouwbord voor Gajus van Scheltinga in de kerk van Buitenpost.